# Stazione di Benevento Appia
La stazione di Benevento Appia è una delle stazioni ferroviarie a servizio della città di Benevento. La stazione è ubicata sulla linea Benevento-Cancello.

## Storia
La stazione di Benevento Appia fu attivata in data imprecisata, probabilmente tra gli anni 1950 e '60.
Il fabbricato viaggiatori originario, danneggiato dal terremoto dell'Irpinia del 1980, fu sostituito da un nuovo edificio, attivato nel marzo 1987.
La stazione a partire dal 2021 è interessata a importanti lavori di rifacimento del fabbricato viaggiatori e delle banchine.

## Strutture e impianti
La stazione dispone di un fabbricato viaggiatori che ospita il bar, l'edicola e la biglietteria.
È dotata di quattro binari passanti, due utilizzati per il servizio viaggiatori e due per il servizio merci, di diversi tronchini e di un deposito-rimessa dei convogli e degli autobus.

## Movimento
Nella stazione fermano tutti i treni per Napoli e Benevento. Nel 2019, il primo treno per Napoli e l'ultimo treno per Benevento della giornata avevano capolinea a Benevento Appia anziché a Benevento Centrale.
La linea è sospesa ed autosostituita dal 2021 per lavori di ammodernamento della linea.

## Servizi
La stazione dispone di:
- Biglietteria
- Bar
- Edicola
- Parcheggio di scambio

### Interscambi
- Autobus urbani ed extraurbani